# Eisenbach (Hochschwarzwald)
Eisenbach település Németországban, azon belül Baden-Württembergben. Lakosainak száma 2203 fő (2023. december 31.).

## Népesség
A település népessége az elmúlt években az alábbi módon változott:
| Lakosok száma | 2120 | 2125 | 2139 | 2147 | 2136 | 2184 | 2203 |
|               | 1975 | 2015 | 2017 | 2019 | 2021 | 2022 | 2023 |